# Панджах-бе-дар
Панджах-бе-дар (перс. پنجاه به در‎, Panjah be dar) — древний иранский праздник, отмечаемый ежегодно жителями иранской провинции Казвин на 50-й день после Ноуруза — 19 Ордибехешта (9 мая).

## Как проводится праздник
На «Панджах-бе-дар» жители провинции Казвин со своими семьями выезжают из дома на природу. В этом праздник схож с более известной и распространённой традицией в Иране «Сиздах-бе-дар».
Кроме того, в городе Казвине проводятся ежегодные народные гулянья. В послеполуденное время люди собираются в старых частях города, где находятся сады. По данным Организации по культурному наследию, народным промыслам и туризму Ирана, каждый год принять участие в праздновании в Казвин приезжает около 8 тысяч человек со всей провинции.

## Традиционные праздничные блюда
Традиционно в Казвине на «Панджах-бе-дар» принято употреблять в пищу такие блюда, как традиционный иранский суп аш-э реште, доимадж (местная закуска, состоящая из нарезанного хлеба, сыра, зелени, орехов, изюма и чеснока), аджиль (смесь из сухофруктов и орехов), а также варенье, фрукты и сладости.

## Молитва о дожде
В этот день люди благодарят бога за его благословение и молятся о дожде, прикладывая к стене камень. Если с первого дня нового года в течение пятидесяти дней в Казвине идут обильные осадки, на «Панджах-бе-дар» жители Казвина благодарят бога за это. А если дождя было мало, то люди просят у бога смилостивиться. Поэтому этот праздник напоминает о связи с природой и уходит корнями в доисламскую эпоху Ирана. Следует отметить, что традиция прикладывания камня к стене при молитве и приготовление особых блюд появились не сразу, они были добавлены гораздо позже появления этого праздника.